# Nāḩiyat Ghabāghib
Nāḩiyat Ghabāghib (arabiska: ناحية غباغب) är ett subdistrikt i Syrien.   Det ligger i provinsen Dar'a, i den sydvästra delen av landet, 40 km söder om huvudstaden Damaskus.
Omgivningarna runt Nāḩiyat Ghabāghib är i huvudsak ett öppet busklandskap. Runt Nāḩiyat Ghabāghib är det ganska tätbefolkat, med 214 invånare per kvadratkilometer.